# Erik Baláž
Erik Baláž (* 1978 Stropkov) je slovenský ekolog, aktivista, režisér, autor knih o ochraně přírody a politik.

## Životopis
Narodil se ve Stropkově, vystudoval obor Ekologie lesa na Lesnické fakultě Technické univerzity ve Zvolenu. Studium ukončil v roce 2002 prací o ekologii medvědů.
Podílel se na tvorbě vícero významných filmů, které se týkají ochrany přírody. Mezi nejznámější patří Vlčie hory, třídílná série Tajomné Karpaty a Strážca divočiny. V minulosti spolupracoval na více projektech s Lesoochranářským seskupením VLK, jejichž cílem byla ochrana přirozených lesů a velkých šelem. Vedl zejména projekty ochrany Tiché a Kôprové doliny. Je také jedním z hlavních organizátorů občanské iniciativy My sme les, která vznikla v roce 2017 za účelem ochrany národních parků a vzácných lesů proti masivní těžbě a členem Slovenského ochranářského sněmu, neformálního společenství ochranářů a ochranářek.
V roce 2017 získal ocenění Biela vrana „za výjimečnou vytrvalost a oddanost svému poslání získat lidi pro ochranu přírody a schopnost vytvářet v nich k přírodě vztah“.
V dubnu roku 2018 oznámil vstup na politickou scénu za nově vzniklou stranu SPOLU – občianska demokracia.
Dlouholetým ochranářem je i jeho mladší bratr Branislav Baláž, kterému v dubnu 2010 vyhořela dřevěnice v Beňušovcích, městské části Liptovského Trnovce, pravděpodobně v důsledku ochranářských aktivit ve Vysokých Tatrách. V čase vzniku požáru spal na protest proti návrhu zonace Tater ve stanu na bratislavském náměstí a na festivalu Hory a mesto propagoval premiéru filmu Erika Baláže Strážca divočiny.

## Filmografie
- 2009: Strážca divočiny
- 2013: Vlčie hory
- 2016: Tajomné Karpaty – Život v oblakoch
- 2017: Tajomné Karpaty – Živá rieka
- 2017: Tajomné Karpaty – Nesmrteľný les

## Knihy
- BALÁŽ, Erik. Posledná pevnosť: Pätnásť rokov s medveďmi. 1. vyd. Liptovský Hrádok : Arolla Film, 2010. 237 s. ISBN 978-80-89244-55-3.
- BALÁŽ, Erik. Stratená voda. Krásno nad Kysucou : Kalligram : Absynt, 2018. ISBN 978-80-89916-26-9.